# Abolition du servage de 1861

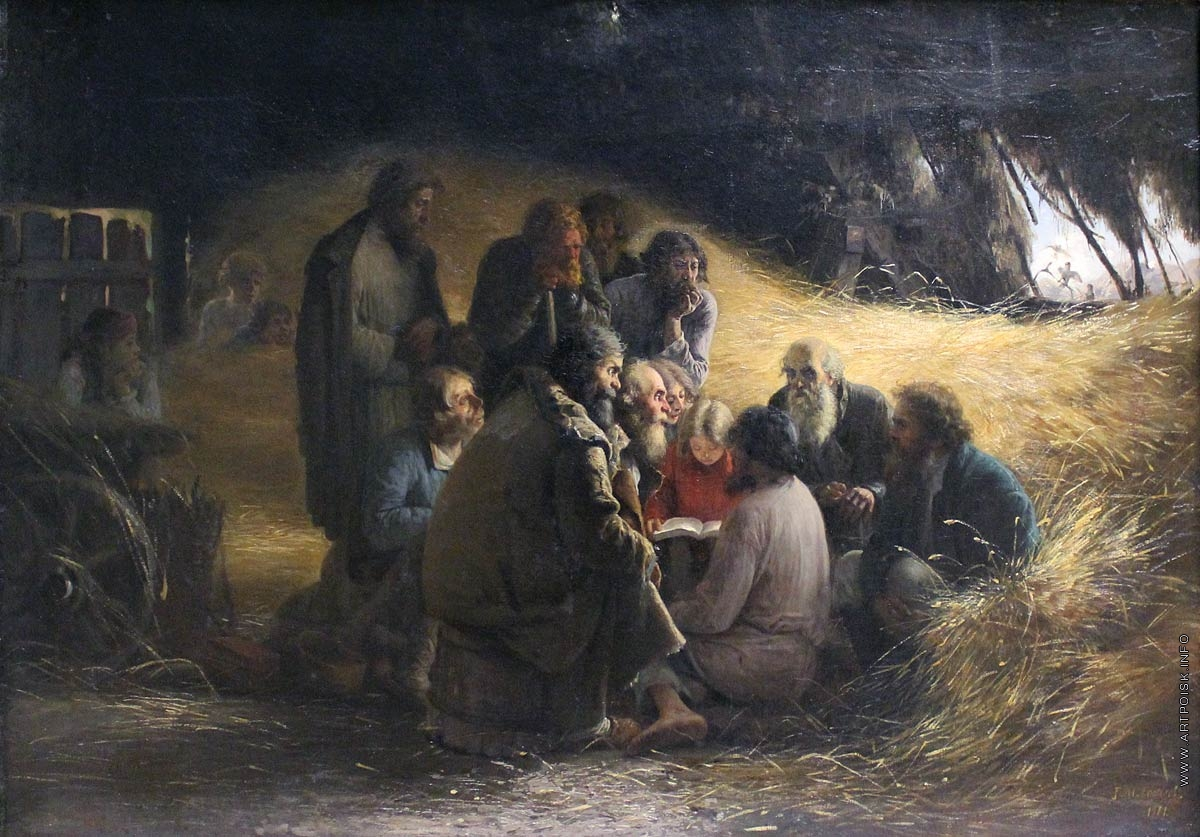
Lecture de la déclaration d'abolition du servage de 1861 par Grigori Miassoïedov, tableau de 1881

L'abolition du servage de 1861 (en russe : Крестьянская реформа 1861) est une réforme agraire de grande importance ayant eu lieu en 1861 dans l'Empire russe au début du règne d'Alexandre II, qui a pour but principal l'abolition du servage et la vente de terres agricoles aux serfs ainsi affranchis. Celle-ci entre en vigueur le 3 mars 1861, ou le 19 février selon le calendrier julien alors en usage. Selon le juriste et philosophe russe Boris Tchitcherine, contemporain de cette mesure, il s'agit de l'« œuvre la plus grandiose de l'histoire russe ».
La réforme, longtemps attendue, a pour conséquence de libérer 23 millions de paysans du statut de serf. La réforme a cependant eu un impact limité dans certains domaines : ainsi les serfs liés à des terres étatiques n'ont été libérés de leur statut qu'en 1866. Cette réforme est portée par Nikolaï Milioutine, Alexeï Strolman et Iakov Rostovtsev, notamment via l'élaboration d'un manifeste en faveur de cette réforme.

## Contexte

Tableau de 1907 de Boris Kustodiev représentant des serfs russes écoutant la proclamation du Manifeste d'émancipation en 1861.

Monté sur le trône en mars 1855, Alexandre II mène une politique réformiste afin d'apaiser l'empire dans le contexte difficile de la défaite lors de la guerre de Crimée. La réforme — perestroïka — agraire qu'il souhaite est tout entière marquée par la volonté impériale et Alexandre II y est indissolublement lié. L'abolition définitive du servage dans le pays lui vaudra le qualificatif de « tsar libérateur » même s'il est assassiné en 1881 et que les dernières traces de ce servage subsistent jusqu'en 1895.
La décision de mettre fin au servage en Russie est aussi précédée de nombreuses prises de position contre les conditions de vie des serfs comme le montrent les extraits de Mémoires d'un chasseur de l'auteur russe Ivan Tourgueniev. Des années plus tôt, Nicolas Gogol s'était attaqué pour partie à ce sujet dans Les Âmes mortes.

## Mise en œuvre
Au milieu du XIXe siècle, 81,6 % de la population était paysanne, 9,3 % de la population était classée en tant que bourgeoise ou marchande, 6,1 % était militaire, 1,3 % était issue de la noblesse et 0,9 % du clergé. En 1857, sur plus de 62,5 millions d'habitants de l'Empire russe, 23,1 millions avaient le statut de serf, la moitié servant environ 100 000 familles nobles, l'autre moitié les domaines de l'État.
L'émancipation des serfs suit un plan proposé par les représentants des propriétaires terriens, qui leur permet de choisir les terres qu'ils conservent et celles qu'ils vendent aux paysans libérés, bien souvent les moins productives.

## Conséquences
Pour Sabine Dullin, cette abolition du servage eut un effet inattendu à savoir le renforcement des traditions et de la soumission des paysans aux grands propriétaires terriens. Ces derniers sortent par ailleurs fortement endettés de cette réforme et ont du mal à remplacer la main d'œuvre autrefois gratuite. Serge Witte, ministre des finances à la fin du XIXe siècle trouve le résultat de cette réforme irrationnel économiquement. Si l'objectif était de créer un paysage rural sur le modèle européen, composé de paysans travaillant sur leur propriété, il s'avère que l'acquisition de terres est quasiment impossible, du moins pour pouvoir y vivre, pour les paysans et la création de mir, organismes de gestion collective des terres à l'échelle locale, va à rebours de l'effet escompté. La réforme provoque aussi un manque de terres, formant le terreau de soulèvements paysans et l'essor des partis populistes et radicaux allant jusqu'aux révolutions de 1905 et 1917.
Une conséquence secondaire est l'ouverture de nouvelles prisons d'État : en retirant aux propriétaires terriens la prérogative d'incarcérer leurs valets de charrue, la Couronne de Russie doit prendre en charge l'application des peines prévues par la loi pour cette population.